# Stjepan Čordaš
Stjepan Čordaš (Osijek, 18 novembre 1951) è un allenatore di calcio ed ex calciatore croato, di ruolo attaccante.

## Caratteristiche tecniche
Čordaš era un giocatore con buoni doti balistiche, abile nel saltare l'uomo e servire assist ai compagni di squadra. Molto rapido, giocava nel ruolo di ala destra.

## Carriera

### Giocatore
Cresciuto nelle giovanili dell'Osijek giocò in prima squadra dal 1969 al 1982, nel corso della sua carriera professionistica ha sempre militato nei Bijelo-Plavi per un totale record di 13 stagioni. Con la fascia di capitano al braccio guidò il club alla storica promozione del 1977 nell'élite del calcio jugoslavo, dopo ben 21 anni di assenza.

### Allenatore
Da allenatore si legò nuovamente all'Osijek guidando il club nel neonato campionato croato conclusosi alla prima stagione con un'ottima terza posizione in classifica. Fu allenatore della squadra slavona fino al maggio 1993. Nel gennaio 2007 prese le redini del Kamen Ingrad militante in 1.HNL per poi, nell'aprile dello stesso anno, lasciare tale incarico. Nel ottobre 2007 si accasò al Croatia Sesvete mentre, nel 2008, allenò il Međimurje fino al settembre dello stesso anno.

## Palmarès

### Giocatore
- 2. Savezna liga: 4

Osijek: 1969-1970 (girone nord), 1972-1973 (girone nord), 1976-1977 (girone ovest), 1980-1981 (girone ovest)